# 笠松町下羽栗会館
笠松町下羽栗会館（かさまつちょうしもはぐりかいかん）は、岐阜県羽島郡笠松町にある公共施設。
笠松町消防団第三分団を併設する。

## 概要
- 生涯学習や活動拠点として利用できる施設（学習等供用施設）である。1979年（昭和54年）竣工。

## 施設
1階
- 学習室（1室）
- 学習室（調理室を兼用）
- 保育室

2階
- 学習室（1室）
- 集会室（2室）

## 利用案内
- 利用時間：9：00～21：30
- 休館日：年末年始（12月29日～1月3日）、笠松町の行事日（春まつり、リバーサイドカーニバル、町民運動会など）

## 交通アクセス
- 笠松町公共施設巡回町民バス「下羽栗会館」バス停より徒歩すぐ。

## 周辺施設
- 笠松町立下羽栗小学校
- 笠松町総合会館
- 岐阜羽島警察署下羽栗警察官駐在所
- 愛生病院
- 河野円城寺